# Idiocera (Idiocera) mathesoni
Idiocera (Idiocera) mathesoni is een tweevleugelige uit de familie steltmuggen (Limoniidae). De soort komt voor in het Nearctisch gebied.